# Hilversum
Hilversum es un municipio neerlandés situado en la provincia de Holanda Septentrional, al noroeste de los Países Bajos. Con una población aproximada de 86.000 habitantes, se encuentra dentro del área metropolitana de Ámsterdam y está situado a veinticuatro kilómetros al sureste de la capital, dentro del paraje natural de la colina del Gooi. La localidad es conocida a nivel nacional por acoger la sede de la radiotelevisión pública neerlandesa entre otros medios de comunicación. 

## Historia

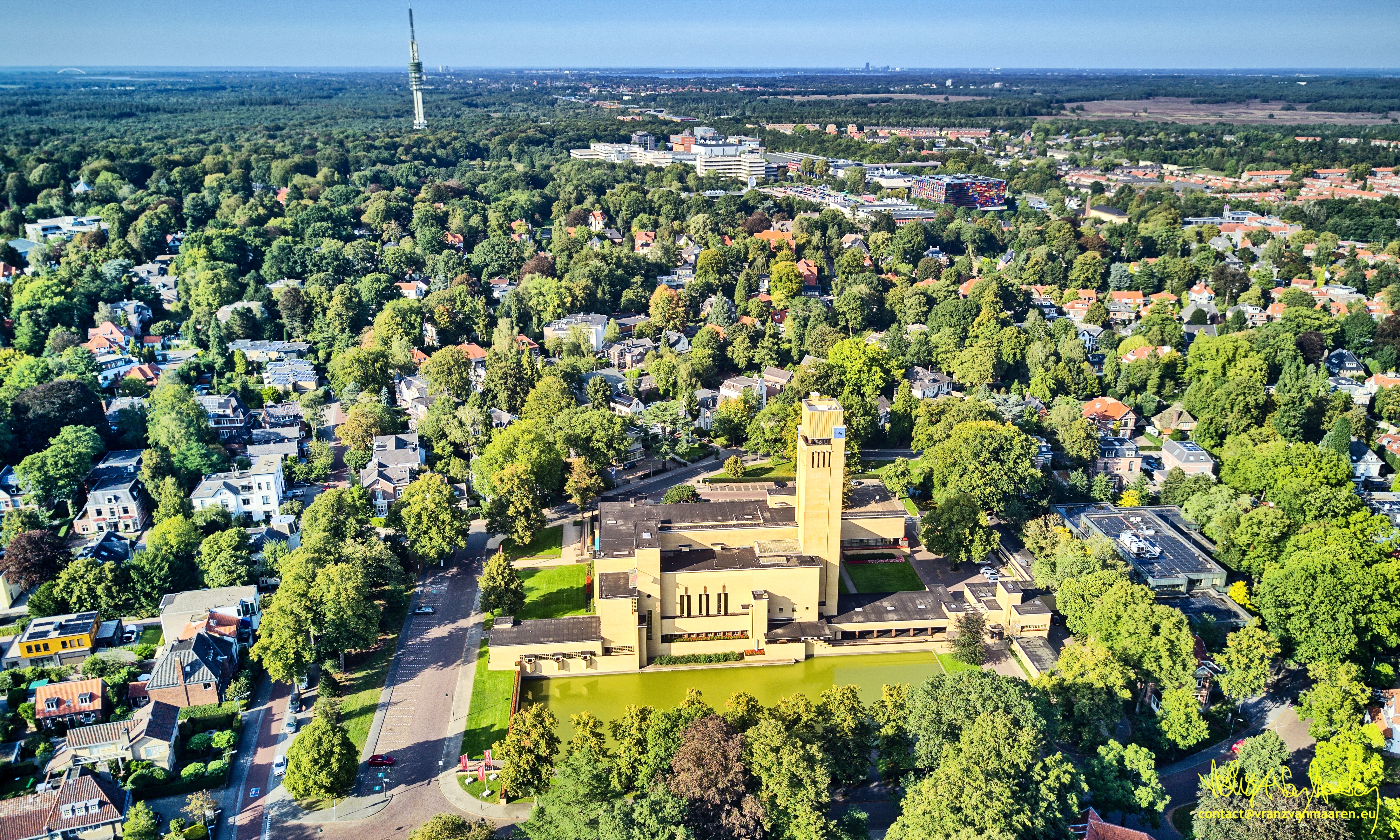
Vista aérea del ayuntamiento de Hilversum.

Los primeros asentamientos datan de finales de la Edad del Bronce, si bien la primera mención a la actual Hilversum data de 1305. En aquella época formaba parte de Naarden, la ciudad más antigua en la colina del Gooi, y estaba habitada por agricultores dedicados al pastoreo de ovejas en los bosques y campos de trigo que rodeaban a la villa.
El 4 de marzo de 1424, Hilversum es reconocido como municipio independiente. La apertura de la estación de ferrocarril en 1874, que la conectaba con la capital, le permitió desarrollar su economía en torno a la industria textil y llevó a algunas de las mayores fortunas neerlandesas a residir allí, atraídos por su entorno natural. Entre ellos se encontraba la familia Brenninkmeijer, fundadores de la cadena de ropa C&A. En 1892 se construyó la iglesia neogótica de Sankt Vith.
El arquitecto Willem Marinus Dudok ha desarrollado parte de su trabajo en el municipio, con obras destacadas como el ayuntamiento de Hilversum, inaugurado en 1931 y considerado un símbolo del expresionismo en ladrillo, o la integración de los nuevos edificios en el entorno natural. De hecho, Hilversum no puede expandirse más porque los terrenos colindantes están protegidos.
Hilversum es pionera en el desarrollo de los medios de comunicación neerlandeses, desde la apertura en 1918 de una fábrica de radiotransmisores, la Nederlandsche Seintoestellen Fabriek (NSF). El municipio ha acogido las primeras emisiones de radio y televisión en los Países Bajos, y desde 1930 alberga a las distintas organizaciones que conforman la radiodifusión pública neerlandesa.

## Geografía
Hilversum está ubicada en las proximidades de la colina arenosa del Gooi, al sur del lago del Ĳssel, a quince metros sobre el nivel del mar. Se encuentra a solo veinticuatro kilómetros al suroeste de Ámsterdam y a quince kilómetros al norte de Utrecht, así que forma parte tanto del área metropolitana de la capital como de la conurbación Randstad.

## Urbanismo

### Arquitectura
Hilversum cuenta con atractivos arquitectónicos como la catedral católica de Sankt Vith, diseñada por el arquitecto Pierre Cuypers con estilo neogótico y construida entre 1891 y 1892 bajo la supervisión de Karel de Bazel. Por otro lado destaca la Gran Iglesia (Grote Kerk), construida originalmente en 1766 y ampliada con una nave única en estilo renacentista. El arquitecto Willem Marinus Dudok ha impulsado numerosos edificios construidos en el siglo XX con su característico expresionismo en ladrillo, entre ellos el ayuntamiento de Hilversum.

### Parques y jardines
Hilversum está rodeada por bosques y reservas naturales que limitan su expansión al ser territorios protegidos. La construcción de nuevos edificios en el siglo XX tuvo en cuenta la integración con el entorno natural.
En el margen izquierdo del municipio se encuentra la reserva natural del Gooi (Goois Natuurreservaat), gestionada desde 1932 por una fundación conservacionista. Los terrenos no abarcan exclusivamente a Hilversum, sino a los seis municipios colindantes. Cerca de allí se encuentran los lagos de Loosdrecht, situados entre Ámsterdam y Utrecht. Los bosques que limitan al sureste del municipio pertenecen a la localidad vecina de Lage Vuursche.

## Economía
En los Países Bajos, Hilversum es apodada «la ciudad de los medios» (mediastad) porque alberga la radiodifusión pública neerlandesa y todas sus organizaciones asociadas. Los medios de comunicación son el principal sector económico desde el cierre de las industrias textiles a comienzos del siglo XX. En el parque industrial Media Park Hilversum se encuentra la sede de la Nederlandse Publieke Omroep, del grupo privado RTL Nederland y del Comisionado de Medios del gobierno neerlandés, así como numerosos estudios de productoras como Endemol.

## Cultura
El entorno natural que rodea a Hilversum ha servido de inspiración para artistas como el pintor Barend Cornelis Koekkoek, quien residió allí entre 1826 y 1827. Entre las dotaciones culturales con las que cuenta el municipio destacan el Museo de Hilversum y el Filmtheater Hilversum, un cine sin ánimo de lucro abierto en 1978 y gestionado por una fundación cultural. En el Media Park se encuentra el Instituto Neerlandés de Imagen y Sonido, un museo que recoge el archivo histórico de la radiodifusión estatal.
La localidad ha sido sede del Festival de la Canción de Eurovisión 1958 y del programa especial Europe Shine a Light, que reemplazó a la edición del 2020 cancelada por la pandemia de COVID-19.